# Granični prijelaz Holmec
Granični prijelaz Holmec je do 20. prosinca 2007. godine bio međunarodni granični prijelaz između Republike Slovenije i Republike Austrije. Nalazi se na relaciji Maribor - Dravograd - Prevalje - Bleiburg / Klagenfurt. 
Najbliži veće naselje na slovenskoj strani je 12 kilometara udaljena Općina Ravne na Koroškem, dok je u Austriji to 5 kilometara udaljeni Bleiburg.
1991. godine, tijekom Rata u Sloveniji, Holmec je bio poprište oružanog sukoba između pripadnika slovenske Teritorijalne obrane i jedinica JNA.
- Granični prijelaz Holmec prije rušenja 2007. godine.
- Granični prijelaz Holmec danas.

## Poveznice
- Slučaj Holmec